# Дябринские (князья)
Дябринские (Дебринские, Добрынские, Добринские, Шишкины-Дябринские)  —  русский княжеских род, Рюриковичи, ветвь князей Шелешпанских от князей Белоозёрских.
Образование фамилий у Белозерских князей на протяжении всего XV века проходило строго по владельческому принципу – от названия княжеских владений, сначала уделов, затем вотчин. Формирование фамилий с владельческим формантом – Ский, прекратилось с исчерпанием возможности дробления уделов, до размера волостей. Последними фамилиями, образованными по такому принципу были князья Угольские и Дябринские, которые появились в конце XV века.

## История рода
Довольно трудно решить вопрос о том, кто был родоначальником Дябринских. В первой трети XVI века упомянуты Семён Васильевич Дябринский и его брат Фёдор. Их современником и, вероятно, двоюродным братом являлся Иван Андреевич Дябринский. Можно предположить, что отцами Семёна и Ивана были два родных брата – Василий и Андрей. Сыновей Василия и Андрея имел Александр Михайлович Андомский (XIX колено от Рюрика). Андома, уже в первой трети XV века, входила в состав Костромских волостей. Симптоматично первоначальное присутствие Дябринских именно в Костромском уезде.
В XVI и XVII столетиях князья Дябринские владели поместьями и служили по Белоозеру, Пошехони и Вологде.
В половине XVI столетия упомянуты пошехонцы Иван, Григорий и Андрей Семёновичи и Андрей Фёдорович, белозёрцы Василий, Дмитрий и Фёдор Ивановичи дети Шишкина (1550).
Трое представителей рода владели населёнными имениями (1699).

## Локализация земель князей Дябринских
Территории соответствующих волостей находились в удалении от основной водной артерии края – реки Шексны.
Вотчины князей Дябринских находились в Дябрине (в XVII веке Дябринская волость), но уже в первой половине XVI века они не являются здесь монопольными землевладельцами. Кроме них, вотчины в Дябрине имеют их сородичи князья Кемские и Согорские, но их владения характеризуются в актах, как прикупы.
Семён Васильевич дал «своего вотчинново лесу от Нехминского ж починка павловъского ж и от Микулина подле Чёрную реку в Норкину старою дорогою, меж дороги и реки» (1555/56).
В грамоте князя Андрея Ивановича Павлову монастырю (1559/60) на деревню пустошь Лом Савин говорится об отводе земли этой деревни «по старым межам, по Городцкую дорогу до Вострово наволока, до реки до Ухтомы, да рекою Ухтомою вниз до Чёрного ручья, да Чёрнымъ ручьемъ вверхъ прямо на ту ж Городцкую дорогу». В сотной (1631) и послушной грамотах (1646) пустошь Лом Савин показана на р. Ухтоме. Чёрная речка и Чёрный ручей находились в Грязовецком уезде Вологодской губернии. По левому (северному) берегу ручья Чёрного расположены Темниково, Неверово, Почетково, по правому (южному) берегу – Менчакова и Деревница. В XVI – XVII веках, она воспринималась, как сама река Ухтома (1559). Лес, отданный Павлову монастырю (1555/56) князем С. В. Дябринским, был расположен возле р. Черной, т.е. восточнее Лома Савина, к югу от Бакланки. В целом земли князей Дябринских локализуются в районе к северу, северо-востоку и отчасти северо-западу от с. Никольского-Масальского. Их северная граница проходила по линии Темниково – Неверово – Бакланка, южная – предположительно, по линии Ваганка – Деревница – Яськино (ныне Яскино) – Рославское (Раславское). Это пространство занимает около 5 верст с запада на восток и около 3 верст с севера на юг. Владения князей Дябринских находились южнее вотчины князей Угольских.

## Известные представители
- Челядня Иванович – первый князь Дябринский (XVII колено).
- Василий и Андрей Ивановичи.
- Семён Васильевич Дябринский – великокняжеский судья в Служебном стане Костромского уезда (1523-1524), вотчинник в Дябрине и Пошехонье, постригся в Павлово-Обнорском монастыре с именем Герасим (1555/56), дал обители свой вотчинный лес.
- Фёдор Васильевич и Иван Андреевич Дябринские (жена Мария Ивановна).
- Иван, Григорий, Андрей Семёновичи и Андрей Фёдорович - дворовые сыны по Пошехони.
- Андрей Иванович – сделал вклад в Павло-Обнорский монастырь: пустоши Лом Савин “в Пошехонье в Романовском уезде в Дябрине” по душе отца и всём роде в вечное поминовение (1559/60), во вкладной грамоте упомянуты: мать Мария, жена Матрёна, а также братья Никита и Фёдор.
- Княжна Мария Ивановна Дябринская, вдова князя Ивана Андреевича Дябринского, сделала вклад Павлово-Обнорскому монастырю часть своих владений, с подписью на грамоте сына Андрея и он же “указал межи” этим землям (1563/64). Она же сделала в данный монастырь ещё более крупный вклад (май 1564) и в грамоте упомянут её сын Никита, которому она заложила три деревни за 23 рубля.
- Никита Иванович Шишкин (Дябринский, Никита княж Иванов сын Шишкина) – упомянут (1551 и 1560), дворовый сын боярский по Белоозеру, послух в грамоте князей Кемских о разделе наследственных вотчин по третейскому приговору кирилловского игумены Афанасия (1551).
- Фёдор Иванович Шишкин  (Дябринский, Федька княж Иванов сын Шишкина) – дворовый сын боярский по Белоозеру.
- Василий Андреевич – сын боярский архиепископа вологодского (1591-1592).
- Фёдор Андреевич Золотой – сын боярский архиепископа вологодского (1591-1592), по указу царя раздал в Вологде и Вологодском уезде, Устюженской волости жалованье, а так же в монастыри, волости и сёла 200 печатный книг “Триодей”, помещик и вотчинник Вологодского уезда (1591-1606), Устьвымский наместник (1606).
- Иван Фёдорович – дан поместный оклад в 300 четвертей земли (1613).
- Григорий Фёдорович – приказной человек вологодского архиепископа (1627-1635), имел двор в Вологде, получил вотчину за московской осадное сидение (1618), собирал оброк с крестьян Леской волости (1645).
- Пётр Васильевич – вёрстан новичным окладом по Вологде (1596), сын боярский, помещик Вологодского уезда, оклад 300 четвертей земли.
- Иван Васильевич – упомянут (1608 и 1637), Вологодский дозорщик, воевода на Белоозере (1613, 1627 и 1629-1630), описывал вотчины Спасо-Рабановского монастыря (1615/16), земли Сямженского Спасо-Ефимьева монастыря (1616), вотчины Лопотова Григорьево-Пелшемского Богородицкого монастыря (1626-1627), воевода в Михайлове (1636-1627), получил за подмосковные службы и за Ходкевича бой придачи к окладу (1615), вологодский вотчинник.
- Иван Иванович – московский дворянин (1640-1677), имел оклад 750 четвертей, денег 32 рубля (1647), за Шведское посольство придача 50 четей и денег 10 рублей (1658), за литовскую службу и за Сапегин бой придачи 120 четей и денег 10 рублей (1661), воевода в Романове (1669).
- Алексей Иванович – воевода в Опочке (1697-1698), московский стряпчий (1703), вотчинник Вологодского уезда, жена княжна Авдотья Петровна Козловская (1650).
- Фёдор Иванович – помещик Арзамасского уезда (1700), стряпчий (1703), Арзамасский воевода (1706), завёл свою безвозмездную собственную школу (1726), где и преподавал (до 1730).
- Николай Фёдорович – воевода в Ваге (1735), заложил каменную церковь Благовещения Святой Богородицы в с пределом Преподобного отца Сергия Радонежского.
- Никула, Дмитрий и Алексей Ивановичи - стряпчие (1679-1692).
- Фёдор Иванович - стряпчий (1679), стольник (1680-1692)
- Николай Иванович и Никита Алексеевич Ландраты в Архангельской губернии (1713)[1][2][3].